# Lilian June Henschel-Bailey
Lilian June Bailey-Henschel, née Lilian June Bailey, le 18 janvier 1860 à Columbus États-Unis et morte le 4 janvier 1901 à Londres est une soprano américaine .

## Biographie
Lilian June Bailey commence à prendre des leçons de piano à l'âge de sept ans. Sa mère, qui est aussi chanteuse et a reçu une instruction vocale à Boston, des meilleurs professeurs de son temps, dirige les études vocales de la fille. À l'âge de quinze ans, la famille déménage à Boston, et elle poursuit ses études avec son oncle, Charles Hayden, un professeur de chant bien connu. Plus tard, elle est l'élève d'Hermine Küchenmeister-Rudersdorf, avec qui elle étudie deux ans. 
En 1876, Lillian Bailey fait sa première apparition publique dans un des concerts de BJ Lang, donné à Boston, avec succès. Après ses débuts, elle continue à être une chanteuse préférée à Boston, et ses services sont en constante demande pendant la saison des concerts, jusqu'en 1877 où elle se rend à Paris pour étudier avec Pauline Viardot, avec qui elle reste quelque temps.
Au printemps de 1878, elle va à Londres, où elle fait sa première apparition en Angleterre avec le Royal Philharmonic Society. Dans ce concert, elle chante pour la première fois un de ces duos avec George Henschel.  
Elle revient en Amérique à l'automne 1880 et épouse George Henschel, au printemps de 1881. Ils restent trois ans à Boston, Henschel ayant la charge du Boston Symphony Orchestra. Ils déménagent à Londres en 1884 où Henschel occupe le poste de musicien de premier plan. 
Le 15 mars 1890, Lilian Henschel chante lors d'un concert à la Salle Saint-Jacques (en) à Londres, sous la direction du violoniste vedette Wilma Neruda, et où Agathe Backer Grøndahl joue également un certain nombre de pièces.
La renommée de Mme Henschel en tant que chanteuse, comme elle a été entendue dans toutes les principales villes d'Europe, est mondiale. Au moment du centenaire de l'Ohio, à Columbus, elle est présentée comme l'une des femmes les plus célèbres de cet État. M. et Mme Henschel reçoivent leurs amis avec une grande hospitalité dans leur belle maison. 
Beaucoup d'Américains s'étant établis à Londres pour étudier la musique avec M. Henschel, ayant le mal du pays, ont trouvé chez ces musiciens à succès de vrais amis et assistants qui étaient prêts et désireux de dissiper le sentiment d'agitation et d'aider à montrer le chemin vers le succès.

## Vie privée
Elle épouse en 1881 le chanteur, chef d'orchestre , compositeur et son professeur George Henschel (1850-1934). Ils se sont rencontrés à Londres deux ans plus tôt et donnent régulièrement des concerts ensemble; elle chante et il est derrière le piano . De ce mariage est née leur fille Helen Henschel (1882-1963) qui est aussi chanteuse (contralto). 
En 1901, George Henschel écrit un requiem à la mémoire de sa défunte épouse. Leur fille Helen écrit une biographie en 1944 sur ses deux parents sous le titre Quand les voix douces meurent .